# El taxista millonario
El taxista millonario es una película de comedia colombiana de 1979, producida, escrita y dirigida por Gustavo Nieto Roa y protagonizada por Rosa Gloria Chagoyán y Jacqueline Henríquez. Fue estrenada comercialmente el 25 de diciembre de 1979. Es una de las películas más taquilleras de la historia del Cine Colombiano.

## Argumento
José, un conductor de taxi en Bogotá sufre por el estado de su viejo vehículo y casi no puede trabajar. Cada día la situación es más desesperada hasta que por accidente se ve envuelto con unos asaltantes de banco y su botín, todo se complica, pero su honestidad es a toda prueba. José se enamora de una vedette (Verónica), quien lo desprecia por su condición económica. Sorpresivamente, el taxista se vuelve millonario, hecho que coincide con un robo hecho a una cooperativa de taxis y un robo a un banco. Las sospechas recaen sobre él, quien inocente de su situación dedica su tiempo a gastar dinero en compañía de la famosa vedette. Además de la policía, José es perseguido por una banda de atracadores; estos secuestran a la Vedette, exigiéndole a José que devuelva el dinero, la policía se entera de lo anterior y arresta a la banda, a José y a la Vedette, en el Juicio se aclara toda la historia y en medio de este el taxista se entera de que se ha ganado el Premio Mayor, en medio de la confusión los integrantes de la banda huyen y el público celebra.

## Ficha técnica
- Título original: El taxista millonario
- Dirección: Gustavo Nieto Roa
- Guion: Gustavo Nieto Roa, Ignacio Ramírez
- Música: Roberto Campuzano, José Barros (compositor de la Cumbia “Pocabuyana“)
- Director de fotografía: Mario González
- Formato filmado: 16 mm, color
- Formato proyección: 35 mm

## Reparto
| - Carlos Benjumea.... José Inocencio Luna, 'Pepe', el taxista - Rosa Gloria Chagoyán.... Verónica, la vedette - Jaqueline Henríquez.... Matilde - Delfina Guido.... María, la vecina - Chela del Río.... Graciela, Mamá de Pepe - Humberto Arango... ladrón - Jairo Soto.... ladrón - Hugo Patiño - Mario Sastre.... abogado defensor - Oscar Ochoa - Deida Acero - José Saldarriaga... Roberto Beltrán, el dueño del taller - Rodrigo Echeverry - Alberto Saavedra.... Capitán - Alfredo González.... abogado acusador - Héctor Laos | - Margalida Castro.... Agente de tránsito - Luis Chiappe.... Don Poncho, lotero - Jorge Zúñiga - Hugo Nelson - Marina García - Jorge Santafe - Sergio Gómez...Mecánico (jaimito) - Pedro Montoya - Manuel Quijano - Luis Ernesto Rodríguez - Moisés Ribillas - Victor Hugo Cabrera.... Raulito, hermano de José - Ernesto Benjumea - Carlos Barrera - Jorge Zuluaga - Jaime Quiceno - Oswaldo López |